# Fabricant de composant électronique
La fabrication de composant électronique est une vaste industrie regroupant de nombreuses spécialités.

Ce domaine est en forte croissance depuis les années 1970, profitant de nombreuses innovations technologiques (Cf. Loi de Moore).
La fabrication des composants électroniques se divise en différentes branches, au service notamment de l'informatique et de l'électronique civiles et militaires, médicales, professionnelle ou de loisir, etc.

## Semiconducteur

### Composants complexes
La fabrication des composants actifs complexes à base de semiconducteur, qui se subdivisent en :
- Microprocesseur, microcontrôleur ;
- Circuit intégré numérique spécialisé : DSP, ASIC, etc. ;
- Circuit intégré analogique et mixtes : régulateur de tension, amplificateur opérationnel, adaptateur, driver, etc.

### Composant discrets
Toujours sur une base de semiconducteur :
Les fabrications spécialisées de composants discrets transistor, diode, etc. :
- Composants signal HF, BF ;
- Composants de puissance HF, UHF ;
- L'électronique de puissance ;
- Les capteurs toujours plus sophistiqués.

## Électrochimique
Utilisant principalement des technologies électrochimiques :
- Fabrication de condensateur électrolytique ;
- Résistance à couche ;
- Circuit imprimé.

## Électromécanique
Utilisant principalement l'électromécanique :
- Certains condensateurs ;
- Résistance bobinée ;
- Transformateur et bobinage.

## Enjeux éthiques et socio-environnementaux
L'électronique (via l'informatique, l'éco-domotique) pourrait contribuer à l'efficience énergétique, mais elle contribue globalement à une augmentation des consommations électriques et de certaines ressources naturelles. Comme la plupart des secteurs industriels, elle est en outre source directe ou indirecte de pollution.
Enfin, en raison d'une demande croissante et d'un cycle de vie souvent très courts des produits dont les composants sont difficiles à réutiliser (notamment dû à un manque d'écoconception, à une augmentation régulière des performances et de la miniaturisation, les produits électroniques et informatiques sont source croissante de déchets spéciaux et de déchets spécifiques (dits « Déchets électroniques » en fin de vie).

## Responsabilités du fabricant
En Europe, le «fabricant» d'EEE est légalement « la personne physique ou morale responsable de la conception, de la fabrication, du conditionnement et de l'étiquetage d'un dispositif en vue de sa mise sur le marché en son nom propre, que ces opérations soient effectuées par cette même personne ou pour son compte par une tierce personne ».